# Polina Alexejewna Knoros
Polina Alexejewna Knoros (russisch Полина Алексеевна Кнороз, engl. Transkription Polina Knoroz; * 20. Juli 1999 in Sankt Petersburg) ist eine russische Stabhochspringerin.

## Leben
Polina Knoros ist die Tochter der Hürdenläuferin Anna Michailowna Knoros.
Ab 2017 nahm sie an den russischen Meisterschaften teil.
Beim französischen Stabhochsprung-Meeting All Star Perche in der Sporthalle Clermont-Ferrand schaffte sie am 19. Februar 2022 mit 4,81 Meter ihre persönliche Bestleistung. Am 1. Juli 2022 erreichte sie bei den russischen Hallenmeisterschaften die Goldmedaille.

## Persönliche Bestleistungen
- Stadion: 4,75 m, 29. Mai 2021, Moskau
  - Halle: 4,81 m, 19. Februar 2022, Clermont-Ferrand